# گروه از نوع لی
در ریاضیات، به خصوص در نظریه گروه‌ها، عبارت گروه از نوع لی (به انگلیسی: Group of Lie Type) (یا گروه نوع لی)، را اغلب جهت اشاره به گروه‌های متناهی به کار می‌برند که ارتباط نزدیکی با گروه نقاط گویا از یک گروه جبری خطی تقلیلی (کاهشی) داشته باشند، به گونه ای که مقادیر آن در یک میدان متناهی باشد. عبارت گروه از نوع لی فاقد تعریف دقیقی است که به‌طور گسترده مورد قبول باشد، اما گردایه مهمی از گروه‌های ساده متناهی از نوع لی، دارای تعریف دقیق بوده و بخش اعظم گروه‌های موجود در دسته‌بندی گروه‌های ساده متناهی را تشکیل می‌دهند.
عنوان «گروه‌های نوع لی» به خاطر ارتباط نزدیک با گروه‌های لی (نامتناهی) است، چرا که یک گروه لی فشرده را می‌توان به صرت نقاط گویایی از گرو جبری خطی تقلیلی (کاهشی) روی اعداد حقیقی دید. دیودونیه (۱۹۷۱) و کارتر (۱۹۸۹)، مراجع استانداردی برای گروه‌هایی از نوع لی می‌باشند.

## ارجاعات
1. ↑  https://liesgorsureshedoes.net%5Bپیوند+مرده%5D

- مشارکت‌کنندگان ویکی‌پدیا. «Group of Lie Type». در دانشنامهٔ ویکی‌پدیای انگلیسی، بازبینی‌شده در ۳ مهٔ ۲۰۲۱.